# Kratochvilita
La kratochvilita es un mineral de la clase de los minerales compuestos orgánicos. Fue descubierta en 1937 en una mina de carbón en la región de Bohemia (República Checa), siendo nombrado en honor de J. Kratochvil, petrólogo checo.

## Características químicas
Es un hidrocarburo natural, pero no está claro si la kratochvilita tiene la fórmula química del compuesto químico denominado fluoreno (C13H10) o del antraceno (C14H10), se necesitarán futuros estudios para determinarlo.

## Formación y yacimientos
Aparece en pizarras con pirita sometidas a muy altas temperaturas, así como en yacimientos de carbón ardiendo.